# Mount Coree
A Mount Coree egy hegy, amely az Ausztráliai fővárosi terület és az új-dél-walesi határon fekszik. Új-dél-walesi oldalról a hegy a Brindabella Nemzeti Parkban található, míg az Ausztráliai fővárosi terület felőli része a Namadgi Nemzeti Park részét képezi. A hegy csúcsa 1421 méterrel magaslik a tengerszint fölé. E hegy csúcsánál található az a pont, ahonnét az ez idáig északkelet felől egyenes vonalként kijelölt határvonal a Cotter folyó vonalát követve folytatódik tovább.
Az európai telepesek megérkezése előtt ez a terület az ausztrál őslakóké volt, ahol a Bogong molylepkékre (Agrotis infusa) vadásztak.
A Coree elnevezés az őslakók nyelvén molylepkét jelent; erről kapta a nevét a hegy is.

## Fordítás
Ez a szócikk részben vagy egészben  a   Mount Coree című angol Wikipédia-szócikk ezen változatának fordításán alapul.  Az eredeti cikk szerkesztőit annak laptörténete sorolja fel. Ez a jelzés csupán a megfogalmazás eredetét és a szerzői jogokat jelzi, nem szolgál a cikkben szereplő információk forrásmegjelöléseként.